# Währungsmonopol
Als Währungsmonopol bezeichnet man das gesetzliche Monopol auf die Emission einer Währung. Mit einer Monopolisierung wird ein Gesetzliches Zahlungsmittel geschaffen.
Emittent dieser Währung ist dabei heute in demokratischen Ländern mit marktwirtschaftlicher Wirtschaftsordnung im Regelfall eine Notenbank, der dieses Recht vom Staat übertragen wurde. Dabei bekommt diese meist auch das Recht zugestanden, die Geldmenge des gesetzlichen Zahlungsmittels entsprechend gesetzlicher Vorgaben eigenverantwortlich zu regulieren. Eine gesetzliche Ordnung hinsichtlich Gestaltung und Prägung von Münzen und Banknoten existiert unabhängig davon.

## Entwicklung
Währungsmonopole im Sinne der exklusiven Verbindung von Hoheitsgewalt, Territorium und Währung sind eine relative neue Erscheinung. Der größte Teil der Geschichte des Geldes war von zahlreichen rivalisierenden Währungen geprägt. Erst mit Etablierung staatlicher Souveränität begann es sich zu ändern. Im 19. Jahrhundert kam es im Vereinigten Königreich zu einem tatsächlichen Währungsmonopol durch den Banking Charter Act 1844.
Das wichtigste Recht der 1875 gegründeten Reichsbank war eine Banknotenhoheit, die ausreichte, das Gros der Privatnotenbanken zu verdrängen. Von einem Monopol sprach man noch nicht, da die Privatnotenbanken der Länder Bayern, Sachsen, Württemberg und Baden bis 1935 in begrenztem Umfang bestehen bleiben konnten.
Die geltende Währungsverfassung ist dabei das Ergebnis eines Entwicklungsprozesses, der mit der Gründung des Deutschen Reichs 1871 und der 1875 erfolgten Herstellung von Währungseinheit auf Basis der Goldmark. Zu Beginn des 20. Jahrhunderts zu gesetzlichem Zahlungsmittel erklärt, wurde nach der Hyperinflation die Rentenmark 1923 eingeführt. 1924 wurde die bestehende Währungsverfassung vollständig reformiert, und die Reichsmark eingeführt. Nach der Bankenkrise 1931 wurde eine Bankenaufsicht installiert. Während des Dritten Reichs wurde die Verfassung abermals geändert, um die Staatsausgaben zu finanzieren. Die Unabhängigkeit der Reichsbank wurde beseitigt, die Bankenaufsicht intensiviert und die Devisenzwangswirtschaft verschärft.
Seit dem Zweiten Weltkrieg könne man von einer gewohnheitsrechtlichen Anerkennung des staatlichen Rechts sprechen. Nach Kriegsende gab es erneut eine neue Währungsverfassung mit der Deutschen Mark als Währung und gesetzlichem Zahlungsmittel. Die Devisenbewirtschaftung galt bis zum Außenwirtschaftsgesetz 1961 fort, wie auch die der Bankenaufsicht bis zum Kreditwesengesetz 1961. Die deutsche Währungsverfassung blieb zwischen 1948 und der Einführung des Euro im Wesentlichen unverändert. Die Mark war gesetzliches Zahlungsmittel, anderen Stellen als der Bank deutscher Länder und Bundesbank war die Emission von Währungen verboten.
Die Währungsverfassung Deutschlands fand mit dem Vertrag von Maastricht Eingang in die Europäische Union. Für die EU-Mitgliedsstaaten der Eurozone bildet der Euro das gesetzliche Zahlungsmittel, ohne dass das Unionsrecht diesen Begriff näher erhellt. Das ausschließliche Recht zur Genehmigung der Ausgabe von Banknoten und Münzen liegt bei der Europäischen Zentralbank.
Das Prägerecht für Münzen liegt bei den einzelnen Mitgliedsstaaten der EWWU, unterliegt aber einer mengenmäßigen Beschränkung durch die EZB. Daher sind alle Euroscheine gleich, die Münzen jedoch länderspezifisch mit unterschiedlichen Symbolen geprägt.

## Kritik
Bei dem Ansatz des Free Banking wird eine regulative Gleichstellung sämtlicher Banken und Unternehmen gefordert, logische Folge wäre der Wegfall des Währungsmonopols. Selbst unter den laissez-faire Befürwortern ist aber nur eine Minderheit für die Realisierung eines Free Banking.

## Abstimmung in der Schweiz
In der Schweiz fand am 18. Oktober 1891 ein Verfassungsreferendum über das Banknotenmonopol statt. Das Referendum zur Änderung der Verfassung wurde angenommen und dem Bund das alleinige Recht erteilt Banknoten auszugeben.